# Bisdom Udaipur
Het bisdom Udaipur (Latijn: Dioecesis Udaipurensis) is een rooms-katholiek bisdom met als zetel Udaipur, in India. Het bisdom is suffragaan aan het aartsbisdom Agra. 

## Geschiedenis
Het bisdom werd opgericht op 3 december 1984, uit delen van het bisdom Ajmer-Jaipur.

## Parochies
Het bisdom had in 2020 een oppervlakte van 47.397 km2 en telde 11.740.000 inwoners waarvan 0,2% rooms-katholiek was.

## Bisschoppen
- Joseph Pathalil (3 december 1984 - 21 december 2012)
- Devprasad John Ganawa (21 december 2012 - heden)

Agra (aartsbisdom) · Ajmer · Allahabad · Bareilly · Bijnor (Syro-Malabar) · Gorakhpur (Syro-Malabar) · Jaipur · Jhansi · Lucknow · Meerut · Udaipur · Varanasi